# 歩行者専用道路

「歩行者等専用」（325の4）の道路標識

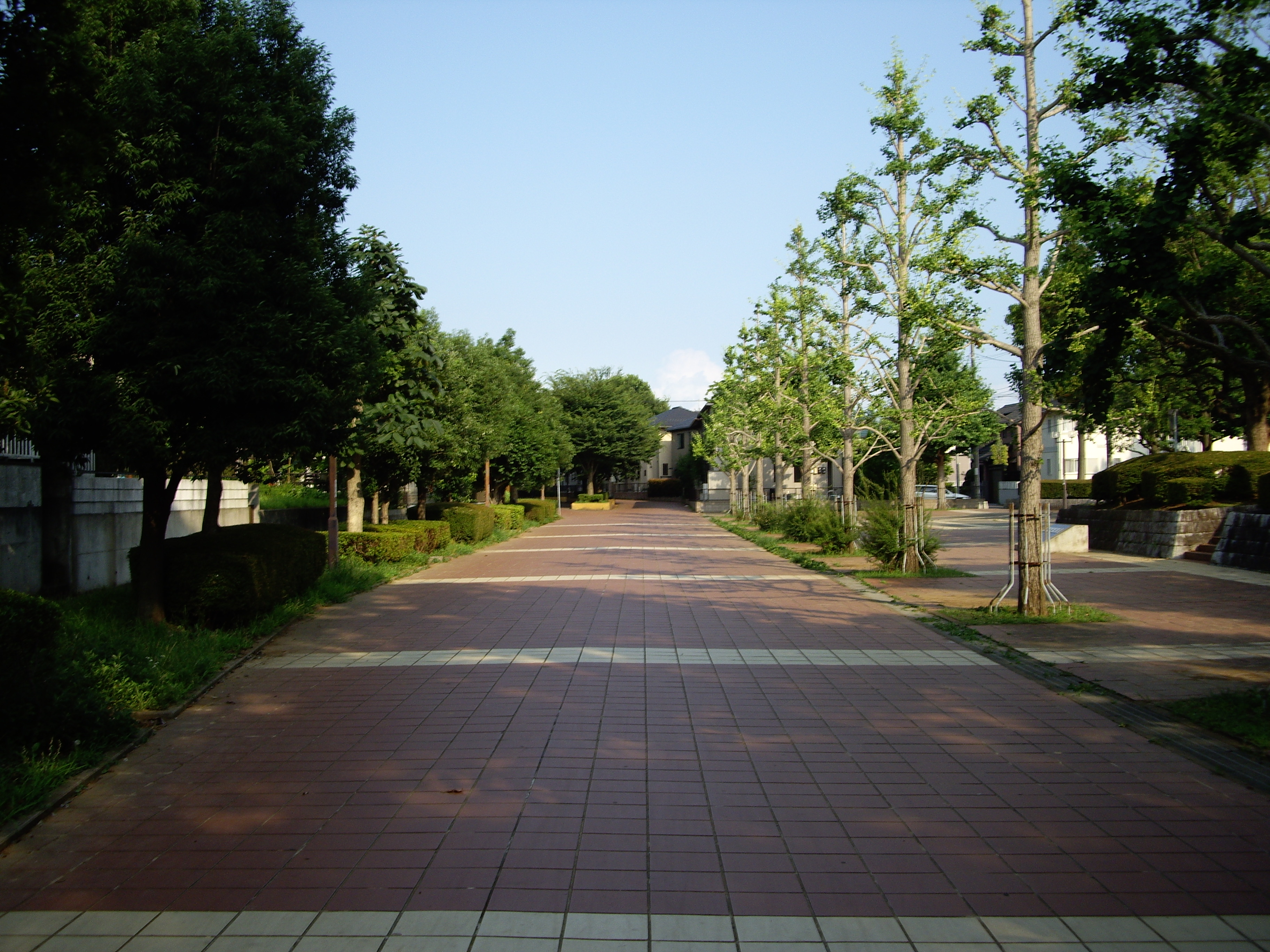
常総ニュータウン南守谷の歩行者専用道路

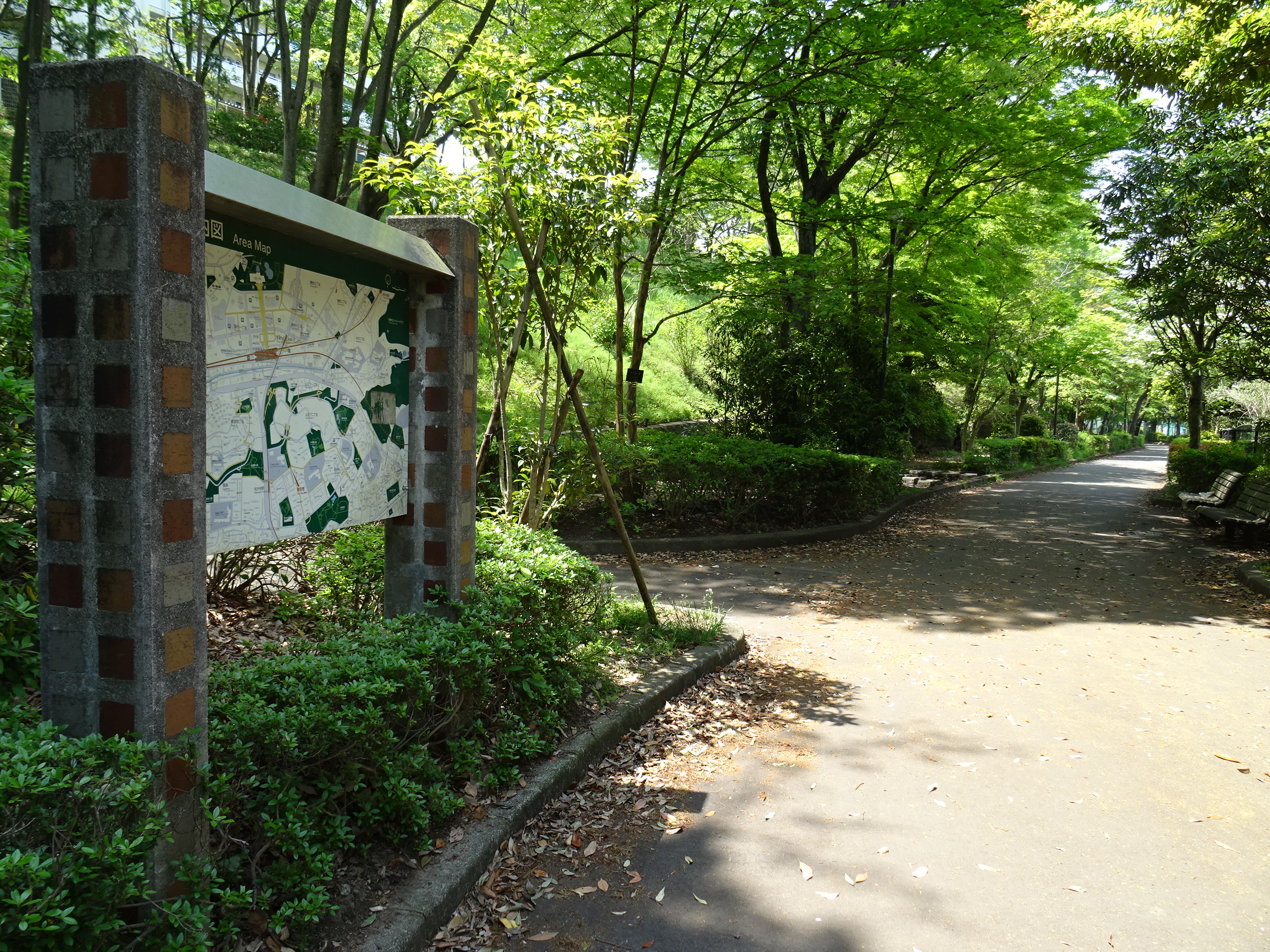
多摩ニュータウン松が谷の歩行者専用道路

歩行者専用道路（ほこうしゃせんようどうろ）は、歩行者による移動の安全性確保や、スポーツ（ジョギングなど）、レクリエーション（散歩など）として、道路の全部を歩行者だけで利用することを目的とした道路である。

## 定義
道路法で規定される「歩行者専用道路」と道路交通法で規定される「歩行者用道路」とでは、定義が異なる。
道路法
歩行者専用道路 - 道路管理者が設置・管理する道路の一種であり、「もつぱら歩行者の一般交通の用に供する道路又は道路の部分（当該道路の他の部分と構造的に分離されているものに限る）」（第48条の13第3項）である。
道路交通法
（歩行者専用、歩行者用道路） - 都道府県公安委員会による交通規制の一種であり、「歩行者の通行の安全と円滑を図るため車両の通行を禁止する」（交通法第9条）道路標識（325の4）がある道路。

### 法令による差異
道路法の「歩行者専用道路」は、道路全体が歩行者専用道路として指定されるか、または道路（延長方向）の一部分であって、その他の道路の部分とは構造的に分離されているもの（独立した道路）が指定される。また、歩行者専用道路を供用開始しようとする場合には、そこが道路または道路の部分として未供用である必要がある。歩行者専用道路の車両による通行は、道路法第四十八条の十五第三項により禁止される。
一方、道路交通法の「歩行者用道路」（歩行者専用）は、通常は道路全体を「歩行者専用」として、歩行者以外の車両を通行禁止とする規制であり、いわゆる歩行者天国に相当するものや、住宅街の道路などで通行禁止規制を行うものが存在する。道路法による場合とは異なり、規制対象の車両や規制日時を限定して規制されることもある。
「歩行者用道路」・歩行者天国（歩行者専用となる交通規制がある道路）においては、歩行者の対面（右側）交通義務、歩道等通行義務、横断の方法または禁止に関する規制はすべて適用除外となる。すなわち、通常は車両が走る道路の中央寄り部分を、歩行者が好きに通行したり横断したりできる。歩行者専用となる交通規制がある道路において、車両が特別な通行許可を受けまたはその規制の対象から除外されている場合で通行する場合には、特に歩行者に注意して徐行しなければならない（歩行者絶対優先）。
なお、道路交通法や道路構造令の歩道は、「道路の部分」であって「縁石線又はさくその他これに類する工作物により区画」されたものであり、道路の他の部分（車道など）と一体のものとして扱われるものである。詳細は歩道の項を参照。

### 危険運転致死傷罪の適用
自動車運転死傷行為処罰法（平成25年11月27日法律第86号）の施行により、自動車・原動機付自転車を運転し、歩行者専用道路の規制に故意に違反して交通事故を起こし人を死傷させた者は、危険運転致死傷罪（通行禁止道路運転）として、最長で20年以下の懲役（加重により最長30年以下）に処され、また運転免許は基礎点数45 - 62点により免許取消・欠格期間5 - 8年の行政処分を受けることとなっている。

## 歩行者専用道整備事業
国土交通省が所管する事業として、都市におけるモータリゼーションの進展に伴う交通事故、交通公害などから歩行者や自転車の安全を図るとともに、市民の生活環境の改善に資するため、既設の街路歩道と併せて、安全、快適な歩行者空間のネットワークを形成するよう、歩行者専用道路（自転車歩行者専用道路を含む）を計画、設置する事業。
歩行者の安全と生活環境の整備改善上緊急度の高い歩行者専用道（自転車歩行者専用道を含む）で、5年後の歩行者（自転車を含む）の交通量が500人／日以上のもの、事業費が5億円以上のもの、といった基準のすべてに該当するものが対象。歩行者専用道の整備に要する費用のうち、用地補償費および工事費を補助対象としている。
また、舗装や利便施設・休憩施設などの付帯施設は、安全、快適で魅力ある歩行空間の創造に不可欠なものであることから、整備にあたっては特に配慮する必要があるとしている。このため、補助率は道路改築に準ずるが、カラー舗装や特殊舗装などの舗装、街路灯、植栽などの付帯施設（道路本体および付属物）については、周辺の土地利用、歩行者自転車交通量、幅員、景観への配慮の必要性などを勘案のうえ、全額を補助の対象とする場合がある。

## 整備状況
日本において歩行者専用道路は、鉄道の廃線跡を利用した道路や、河川の堤防や道路の側面を利用した道路などさまざまな形で、全国的に整備されている。また、ニュータウンなどの大規模な開発事業における車歩分離施策として、計画時から歩行者専用道路として整備された道路（遊歩道）もある。
- 多摩ニュータウン歩行者専用道路網
  - 新住宅市街地開発法により造成されたニュータウンで、「近隣住区理論」に基づき道路建設がなされた。それら理論を実践する一環として車道と歩道を空間的に分離し、モータリゼーションに起因する交通人身事故を防ぎ安全快適な街を実現するため、歩行者専用道路の導入が図られた。これらは単に一筋の道路ではなく、複数の住区どうしを網の目のように結んだ大規模な道路網となっており、拠点となる駅や商業地、学校、公園などと住居地をつなぎ、日常生活に密着した生活道路として機能している。
- 常総ニュータウン（北守谷地区「北守谷遊歩道」、北守谷・絹の台地区「せせらぎの小路」、南守谷地区「幸福の路」）
  - 首都圏近郊整備法により造成されたニュータウンで、それぞれの独立した大きい地区ごとに歩行者専用道路を設け、学校、公園などと住居地を結んでいる。
- 中之島遊歩道（都市計画道路中之島歩行者専用道）
- 大和歩行者専用道（大和遊歩道）
- 中央通り（仙台市）
- 平和通買物公園
- 高坂ニュータウン#歩行者専用道路網
- 平城・相楽ニュータウン#道路
- 豊ヶ丘#交通インフラ
- 絹の台#施設
- 歩行者専用道路網
- 東京都道428号高円寺砧浄水場線
- 西瀬戸自動車道#自転車歩行者専用道路の併設（しまなみ海道サイクリングロード）
- 初恋通り
- 藤の台団地#歩行者専用道路
- 真美ヶ丘ニュータウン#交通
- 旭町 (八王子市)#道路・橋梁
- さるくシティ4○3
- 水平歩道
- 福岡県道715号湯辺田瀬高線
- おゆみ野#遊歩道・緑道
- 国際通り#接続する通り
- 聖ヶ丘遊歩道
- 貝取さんぽ道
- ちはら台#遊歩道・緑道（歩行者専用道路）
- 横浜スカイウォーク
- 阿蘇山公園道路
- 記紀の道